# Nicholas Kratzer
Nicholas Kratzer (1487? – 1550) fue un matemático, astrónomo y horólogo alemán. Gran parte de la vida profesional de Kratzer fue realizada en Inglaterra, donde fue nombrado como astrónomo del rey Enrique VIII.

## Vida
Nacido en Múnich en 1487, Kratzer llegó a Inglaterra en 1516 y se estableció como parte del círculo artístico y científico de Sir Tomás Moro. Kratzer fue tutor de los hijos de Moro en matemáticas y astronomía, y Moro lo presentó en la corte de manera bastante similar a como lo hizo con su amigo mutuo Hans Holbein. De la misma manera que Holbein, el talento de Kratzer le dio una posición en la corte como astrónomo y fabricante de relojes del rey.
Kratzer también colaboró con Holbein en producir mapas, y a cambio el artista produjo un retrato de Kratzer en 1528 que ahora se muestra en el Museo del Louvre; representa al artesano rodeado por las herramientas de su actividad. Su relación cercana con Holbein y Moro puede también ser observada en sus anotaciones del borrador de Holbein para su retrato de la familia Moro. Kratzer identifica a los diferentes miembros de la familia y sus edades para el beneficio del amigo de Moro, el teólogo Erasmo.